# Kino Moravia
Kino Moravia (dříve též Bio Moravia, Kino Stadion, Kino Svět, Kino Sputnik) bylo kino v Třebíči, zrušené v roce 2006. Do roku 2017 budova kina chátrala. V roce 2018 byla přebudována na komunitní centrum.

## Historie
Budova kina byla v nynějších Tyršových sadech postavena v roce 1919, stavitelem byl Josef Herzán a architektem Alfons Hubený a kino bylo pojmenováno Bio Moravia, mělo tehdy 550 míst, byť projekt původně počítal s až 720 sedadly. Na začátku 30. let se vlastníkem kina stal třebíčský spolek Sokol, kino bylo přejmenováno na Kino Stadion. V roce 1938 v kině proběhl projev Klementa Gottwalda, který se týkal tématu antifašismu, později byla k tomuto projevu na budově kina instalována pamětní deska.
V roce 1948 došlo ke změně majitele a přejmenování na Kino Svět. V kině Svět se konal proces s knězem Janem Bulou, to se stalo v listopadu 1951. V roce 1958 došlo k rekonstrukci kina, byla postavena kotelna a také upraven prostor pro širokoúhlé plátno. V tomtéž roce došlo opět k přejmenování kina, kino bylo pojmenováno po družici Sputnik a po rekonstrukci bylo otevřeno přesně rok po startu družice. Kino Sputnik pak bylo přejmenováno až v roce 1992, kdy bylo pojmenováno opět jako Kino Moravia. V roce 2006 bylo zrušeno.

### Komunitní centrum
V roce 2009 byla zadána soutěž pro vytvoření studií pro další rozvoj budovy, navrženo bylo využití jako hotel, klub důchodců či dětské centrum. V roce 2011 chtěla budovu kina koupit developerská společnost Red Stripe, ta chtěla do roku 2014 budovu rekonstruovat a provozovat v ní kulturněspolečenské centrum. V roce 2016 bylo oznámeno, že budova bývalého kina bude adaptována na komunitní centrum, otevřeno by mělo být v roce 2017. V roce 2016 bylo uvedeno, že v případě, že Třebíč získá dotaci z evropského programu IROP, tak stavba komunitního centra a rekonstrukce budovy kina začne na jaře roku 2018. Dotace může dosáhnout 20 milionů Kč. V roce 2017 bylo oznámeno, že budova bývalého kina Moravia bude adaptována na kulturní centrum, kdy stavba by měla začít v zimě roku 2017 a měla by být dokončena v zimě roku 2018. Cena má dosáhnout 40 milionů Kč. Provoz bude závislý na odboru sociální péče města Třebíč, kdy v budově vznikne například zkušebna či cvičná kuchyně. V budově také bude provozována kavárna, kde budou obsluhovat handicapovaní zaměstnanci.
V rámci plánu na přestavbu bývalého kina na komunitní centrum má dojít k rekonstrukci fasády a výměně oken, ve vnitřní části budovy má být prostor rozdělen na dvě patra. V prvním patře má vzniknout hlavní sál s komunitní kavárnou, čítárnou a cvičnou kuchyní. V druhém patře by měla být rukodílna, výtvarná dílna a kanceláře. V centru by neměla fungovat žádná výdělečná činnost a provozováno by mělo být městem Třebíč. Přestavba budovy někdejšího kina na komunitní centrum začne v květnu roku 2018, přestavba bude dokončena v srpnu roku 2019. Rekonstrukci provede společnost Tomireko. Stavba pokračovala nadále, v dubnu roku 2019 bylo oznámeno, že bývalé hlediště je již odstraněno, stejně tak muselo dojít k nahrazení původních stropů železobetonovými. V říjnu roku 2019 bylo oznámeno, že se oprava blíží ke konci a došlo k navýšení celkové ceny rekonstrukce na 62 milionů Kč. V listopadu 2019 bylo rozhodnuto o pořízení generálního klíče, který bude dostupný hasičům. V budově je sál s kapacitou 250 míst.
V provozu komunitní centrum mělo být od 1. ledna roku 2020, provozovatelem je organizace STŘED, z. ú.
Z původní budovy kina zůstaly pouze obvodové stěny a historické schodiště. Dne 1. ledna bylo centrum otevřeno, přístup je nastaven za symbolický poplatek. V komunitním centru by měla být otevřena kavárna se sociální rehabilitací, tu bude provozovat spolek Vrátka. V centru bude fungovat také Klub Naděje a hygienické zázemí pro lidi bez domova. Kavárna spolku Vrátka byla otevřena, prostory v bývalém kině si pronajímají i lektoři jógy nebo cvičení dětí nebo seniorů. V komunitním centru Moravia v létě roku 2020 vystavují svá díla senioři z Akademie pro seniory.
V roce 2021 byla na budově dřívějšího kina umístěna pamětní deska obětem Babického procesu.